# シェイクスピア級駆逐艦
シェイクスピア級嚮導駆逐艦（英語: Shakespeare-class flotilla leader）は、イギリス海軍の嚮導駆逐艦の艦級。ソーニクロフト型と称されることもある。

## 来歴
イギリス海軍では、1913年度より駆逐艦を元に大型化した嚮導駆逐艦を建造し水雷戦隊の指揮艦として配してきた。これらの搭載砲は同世代の駆逐艦と同じ40口径10.2cm砲で、駆逐艦が3門搭載しているのに対して4門搭載することで火力の強化を図っていた。
しかし1916年4月、ドイツ帝国海軍の新しい大型水雷艇が12.7cm砲を搭載するという情報がもたらされた（S113級; 実際には45口径15cm砲搭載）。これに対抗するため、V/W級駆逐艦を指揮するための1916年度の嚮導駆逐艦では砲熕火力の強化が志向されることになった。これによって建造されたのが本級である。

## 設計
船体の基本的な寸法はマークスマン級やアンザック級と同様であるが、太さと高さが等しい扁平な2本煙突としており、重兵装が相まって、非常に印象的な艦容となった。また大型の船体で36ノットの速力を実現するため、機関部容積が増大している。また従来の嚮導駆逐艦が3軸推進艦であったのに対し、本級以降、駆逐艦と軌を同じくして2軸推進艦となった。ボイラーはヤーロウ式重油専焼水管ボイラー、主機はブラウン・カーチス式オール・ギヤード・タービンを採用した。
上記の経緯より、本級では艦砲の大口径化が志向された。イギリス海軍ではまずスウィフトおよびF級ヴァイキングで45口径15.2センチ砲（BL 6インチ砲Mk.XII）の搭載が試みられたが、これは不調であった。このため、本級では野砲を転用した45口径12cm砲（BL 4.7インチ砲Mk.I）が採用されることとなった。船首楼甲板と艦尾甲板にそれぞれ背負式に単装砲架を2基ずつ搭載、煙突間のプラットフォームに3番砲を設置した。なお砲盾の後方が開放されていることから、1・4番砲の砲員を2・3番砲の爆風から守るため、2・3番砲を架しているプラットフォームにはブラストスクリーンが設置された。なお本級では、基線長9フィート (2.7 m)の測距儀（rangefinder）を設置して、射撃指揮の効率化を図っている。
また、対空兵器としては従来の艦と同様の39口径40mm高角機銃（QF 2ポンド・ポンポン砲）に加えて、45口径7.6cm高角砲（QF 3インチ砲Mk.I）を搭載した。
水雷兵装も強化されており、従来の駆逐艦・嚮導駆逐艦の53.3cm連装魚雷発射管に変えて、本級では指揮下に入る予定のV/W級と同じ3連装発射管を搭載した。

## 同型艦
- シェークスピア（HMS Shakespeare）
- スペンサー（HMS Spenser）
- ウォーリス（HMS Wallace）
- ケッペル（HMS Keppel）
- ブローク（HMS Broke）